# Shadowfax
Shadowfax è un gruppo musicale new Age statunitense formatosi a Chicago nei primi anni settanta iniziando come gruppo Progressive Fusion. Sono poi approdati alla New Age con sfumature vicine al pop, si distinguevano da molti altri gruppi del genere per l'utilizzo da parte di Chuck Greenberg del Lyricon. La loro era una miscela di sonorità dell'Estremo Oriente soprattutto influenzati da Giappone, India e Cina con sprazzi di sintetizzatori e dall'inconfondibile basso suonato da Phil Maggini Fretless tipico della Fusion negli anni ottanta. Si sono sciolti nel 1995 dopo la morte del leader Chuck Greenberg.

## Discografia
- Watercourse Way (1976; ripubblicato nel 1985)
- Shadowfax (1982)
- Shadowdance (1983)
- The Dreams of Children (1984)
- Too Far To Whisper (1986)
- Folksongs for a Nuclear Village (1988)
- The Odd Get Even (1990)
- Esperanto (1992)
- Magic Theater (1994)
- Live (1995)

## Formazione
- Chuck Greenberg – lyricon,sax, flauto
- Phil Maggini – basso, voce
- Stuart Nevitt – batteria, percussioni
- G. E. Stinson – chitarre
- Armen Chakmakian – tastiere
- Charlie Bisharat – violino
- David C. Lewis – tastiere
- Ramon Yslas – percussioni
- Andy Abad – chitarre
- Doug Maluchnik – tastiere
- Jared Stewart – tastiere
- Jerry Goodman – violino